# 앤 프랜시스
앤 프랜시스(Anne Francis, 1930년 3월 6일 ~ 2011년 1월 2일)는 미국의 배우이다.

## 참여 작품
- 배드 데이 블랙 록
- 폭력 교실 (1955년 영화)
- 금지된 행성
- 화니 걸
- 더 골든 걸스